# Kowarzia
Kowarzia is een geslacht van insecten uit de familie van de dansvliegen (Empididae), die tot de orde tweevleugeligen (Diptera) behoort.

## Soorten
- K. amarantha Becker, 1908
- K. azorica (Wagner & Stauder, 1991)
- K. barbatula (Mik, 1880)
- K. biacuminata (Wagner & Stauder, 1991)
- K. bipunctata (Haliday, 1833)
- K. calabricae (Wagner, 1995)
- K. dahli (Vaillant, 1964)
- K. dieuzedei Vaillant, 1953
- K. fonticola (Wagner, 1995)
- K. haemorrhoidalis Becker, 1908
- K. italiae (Wagner, 1995)
- K. jalonae (Wagner, 1984)
- K. maderensis (Wagner & Stauder, 1991)
- K. madicola (Vaillant, 1964)
- K. plectrum (Mik, 1880)
- K. rabacali (Frey, 1940)
- K. rivalis (Wagner, 1995)
- K. sandaliae (Wagner, 1984)
- K. schnabli Becker, 1910
- K. sexmaculata (Frey, 1945)
- K. storai (Frey, 1945)
- K. subplectrum (Vaillant & Vincon, 1987)
- K. tenella (Wahlberg, 1844)
- K. tetracuminata (Wagner & Stauder, 1991)
- K. tibiella (Mik, 1880)